# Polyophthalmus qingdaoensis
Polyophthalmus qingdaoensis är en ringmaskart som beskrevs av Purschke, Ding och Müller 1995. Polyophthalmus qingdaoensis ingår i släktet Polyophthalmus och familjen Opheliidae. Inga underarter finns listade i Catalogue of Life.